# Zbywalność
Zbywalność – cecha prawa podmiotowego polegająca na tym, że podmiot uprawniony ma kompetencję do przeniesienia go w drodze czynności prawnej na inne podmioty.
Podmioty prawa cywilnego nie mogą przekształcać prawa podmiotowego zbywalnego w niezbywalne i na odwrót. Niedopuszczalne jest także ograniczenie kompetencji do przeniesienia, obciążenia, zmiany lub zniesienia prawa podmiotowego, jeśli według ustawy jest ono zbywalne. Dopuszczalne jest natomiast zobowiązanie się uprawnionego wobec jakiejś osoby, że nie dokona on oznaczonych rozporządzeń zbywalnych. Naruszenie takiego prawa powoduje odpowiedzialność jedynie odszkodowawczą, nie wpływa jednak na ważność samego rozporządzenia